# Proprioseiopsis catinus
Proprioseiopsis catinus är en spindeldjursart som beskrevs av Wolfgang Karg 1976. Proprioseiopsis catinus ingår i släktet Proprioseiopsis och familjen Phytoseiidae. Inga underarter finns listade i Catalogue of Life.